# Gymnocalycium chacoense
Gymnocalycium chacoense là một loài thực vật có hoa trong họ Cactaceae. Loài này được Amerh. mô tả khoa học đầu tiên năm 1999.